# Iberská federace anarchistické mládeže

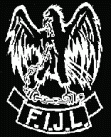
Logo FIJL

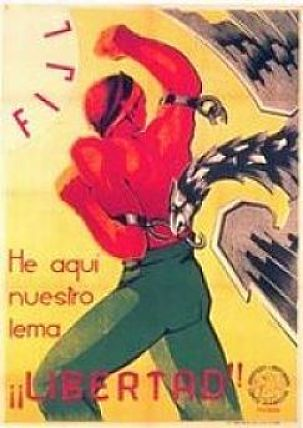
Plakát FIJL z roku 1930

Iberská federace anarchistické mládeže (FIJL, španělsky: Federación Ibérica de Juventudes Libertarias) je anarchosocialistická organizace založená v roce 1932.

## Historie
FIJL byla založena roku 1932 v Madridu. V únoru 1937 FIJl zorganizovala plénum regionálních organizací. V říjnu 1938 se účastnila pléna libertariánského hnutí, kterého se účastnili i členové CNT a FAI.
Během čistky zamířené na členy Dělnické strany marxistického sjednocení (POUM) a dalších organizací, která proběhla v době španělské občanské války v Barceloně, bylo mnoho členů FIJL zavražděno na Stalinův rozkaz. Po občanské válce byla organizace rozdělena na dvě části: jedna byla v exilu v Paříži a druhá ilegálně bojovala ve Španělsku proti frankistickému režimu. Někteří členové FIJL byli ve spojení se Skupinou 1. Máje. FIJL byla ve Francii v roce 1963 zakázána.
Mezi nejznámější členy organizace patří například Federico Borrell García, zobrazený na fotografii The Falling Soldier. Fotografie z roku 1936 zachycuje moment jeho smrti během španělské občanské války.